# Jana Jurečková
Jana Jurečková (* 20. září 1940, Praha, Protektorát Čechy a Morava) je česká matematička a matematická statistička. Dosáhla významných výsledků v asymptotických metodách matematické statistiky, neparametrické statistice,
teorii pořadových testů.

## Biografie
V roce 1962 vystudovala matematiku se zaměřením na matematickou statistiku, během své vědecké kariéry se postupně zaměřila zejména na teorii pořadových testů, robustních metod a teorii extrémů. V roce 1967 obhájila tamtéž kandidátskou práci na Československé akademii věd, vedoucí práce byl prof. Jaroslav Hájek. Habilitovala v roce 1982. V roce 1984 získala hodnost doktor věd a profesorkou matematické statistiky byla jmenována roku 1994. Od roku 1964 pracuje na katedře matematické statistiky matematicko-fyzikální fakulty Univerzity Karlovy.
Od roku 2003 je členkou Učené společnosti České republiky.

## Dílo
Kromě řady vědeckých článků sepsala tyto monografie:
- Robuste statistische Methoden in linearen Modellen. Druhá kapitola monografie: K.M.S. Humak: Statistische Methoden der Modellbildung II, str. 195-255. Akademie Verlag, Berlin 1983.
- předchozí položka přeložena do angličtiny jako druhá kapitola monografie H. Bunke, O. Bunke: Nonlinear Regression, Functional Relkations and Robust Methods, str. 104-158. J. Wiley, New York 1989.
- Robust Statistical Inference: Asymptotics and Interrelations (spoluautor P. K. Sen). J. Wiley, New York, 1996. ISBN 978-0471822219.
- Adaptive Regression (spoluautor Y. Dodge). Springer-Verlag, New York 2000. ISBN 0-387-98965-X
- Robust Statistical Methods with R (spoluautor Jan Picek). Chapman & Hall/CRC, Boca Raton 2006. ISBN 1-58488-454-1
- Methodology in Robust and Nonparametric Statistics (spoluautoři P. K. Sen and J. Picek). Chapman & Hall/CRC, Boca Raton, London 2012. ISBN 978-1-4398-4068-9